# راسيل ألين (فنان)
راسيل ألين (بالإنجليزية: Russell Allen)‏ (و. 1971  م) هو مغني، ومغن مؤلف أمريكي، ولد في لونغ بيتش، كاليفورنيا.

## روابط خارجية
- راسيل ألين على موقع ميوزك برينز (الإنجليزية)
- راسيل ألين على موقع أول ميوزيك (الإنجليزية)
- راسيل ألين على موقع ديسكوغز (الإنجليزية)